# Sveti Nikola
Sveti Nikola (veraltet italienisch Scoglio Budua) ist eine kleine unbewohnte Insel in Montenegro etwa einen Kilometer von der Hafenstadt Budva entfernt. Sie ist etwa zwei Kilometer lang und besitzt eine Fläche von 36 Hektar. Der höchste Punkt Sveti Nikolas liegt bei 121 Metern über dem Meeresspiegel. Die Insel besteht aus Kalkstein.
Sie ist die größte Insel Montenegros und war früher über eine Landzunge zu Fuß erreichbar. Heute ist sie bis auf den Leuchtturmwärter unbewohnt und wird von Tagesausflüglern zum Baden genutzt. Im Volksmund wird sie auch „Havai“ in Anlehnung an eine Diskothek, die sich früher auf ihr befand und an Hawaii erinnern sollte, genannt.
2009 wurde bekannt, dass Thaksin Shinawatra, ehemaliger Ministerpräsident von Thailand und Inhaber eines Reisepasses von Montenegro, die Adria-Insel Sveti Nikola erwerben möchte, um auf ihr ein Hotel zu errichten.

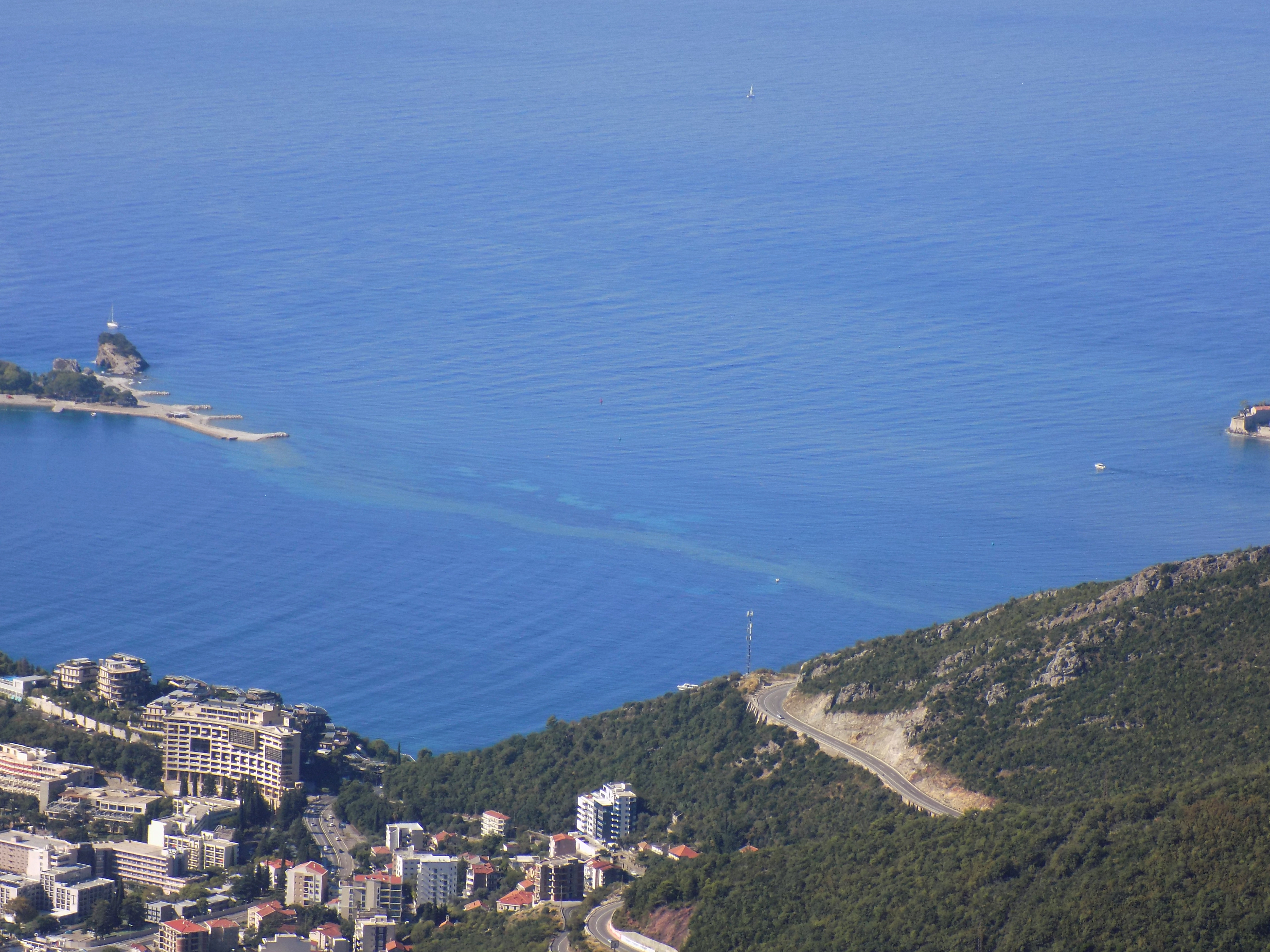
Blick auf die submarine Sandbank zwischen der Insel und dem Festland